# Зальцбург-Головний
47°48′47″ пн. ш. 13°02′48″ сх. д. / 47.813056° пн. ш. 13.046667° сх. д.
Зальцбург-Головний (нім. Salzburg Hauptbahnhof) — головна залізнична станція Зальцбурга, Австрія. 
Це найважливіша станція в агломерації Зальцбурга та великий транспортний вузол у західній Австрії.

## Огляд
Зальцбург-Головний — прикордонна станція на кордоні Австрії та Німеччини. 
Обслуговує як Австрійські федеральні залізниці (ÖBB), так і Deutsche Bahn AG. 
Також є хабом місцевих та міжміських маршрутів ÖBB.
На станції Зальцбург-Головний Західна залізниця з Відня та Лінца має з’єднання із залізницею Розенгайм — Зальцбург. 
Залізниця Зальцбург — Тіроль, прямує від Зальцбург-Головний у південному напрямку через Бішофсгофен і Целль-ам-Зеє до Вергль-Головний. 
У Шварцах-Санкт-Файт від цієї лінії відгалужується Тауернська залізниця.
Зальцбург-Головний також є хабом Salzburger Lokalbahn, Salzburg S-Bahn та багатьох регіональних автобусів, що обслуговують Великий Зальцбург. 
Станцію також обслуговує Зальцбурзький тролейбус.

## Сервіс

### Далеке прямування
| лінія       | маршрут                                                                                                   | розклад                               |
| ----------- | --- | ------------------------------------- |
| RJ/ICE 90   | Мюнхен-Головний – Зальцбург – Лінц-Головний – Відень-Західний (– Будапешт-Келеті)                         |                                       |
| ICE 766/767 | Інсбрук-Головний – Зальцбург – Лінц – Відень-Західний                                                     |                                       |
| IC 32       | Дортмунд-Головний – Кельн-Головний – Франкфурт-на-Майні-Головний – Штутгарт-Головний – Мюнхен – Зальцбург |                                       |
| EC 62       | Зіген – Франкфурт – Штутгарт – Мюнхен – Зальцбург – Клагенфурт-Головний                                   | Одна пара поїздів, зі зміною напрямку |
| IC 62       | Франкфурт – Штутгарт – Мюнхен – Зальцбург                                                                 | Двічі на годину                       |
| IC 90       | Мюнхен – Зальцбург                                                                                        | Двічі на годину                       |
| IC          | Зальцбург – Відень-Західний                                                                               |                                       |
| RE EC/ RJ   | Відень-Західний – Зальцбург – Інсбрук – Брегенц / – Цюрих-Головний                                        |                                       |

### Регіональний трафік
| лінія            | маршрут                                       |
| ---------------- | --------------------------------------------- |
| M                | Мюнхен-Головний – Розенгайм – Зальцбург       |
| Шаблон:Bahnlinie | Зальцбург – Фрайлассінг – Ландсгут-Головний   |
| REX/R/RB         | Аттнанг-Пухгайм – Зальцбург-Таксгам-Європарк  |
| REX              | Лінц-Головний – / Браунау-на-Інні – Зальцбург |
| REX              | Зальцбург – Вергль-Головний                   |

### S-Bahn traffic
| Лінія | Маршрут |
| ----- | --- |
| S1    | Зальцбург-Головний – Бюрмос – Лампрехтсгаузен                                                                                       |
| S11   | Зальцбург-Головний – Бюрмос – Триммелькам                                                                                           |
| S2    | Зальцбург-Головний – Штрасвальхен                                                                                                   |
| S3    | Бад-Райхенгалль – Фрайлассінг – Зальцбург-Головний – Голлінг-Абтенау (індивідуальні поїзди до Шварцаха/Санкт-Файта та Зальфельдена) |